# Otto Heyden
Otto Johann Heinrich Heyden (* 8. Juli 1820 in Ducherow, Kreis Anklam; † 21. September 1897 in Göttingen) war ein deutscher Maler.

## Leben

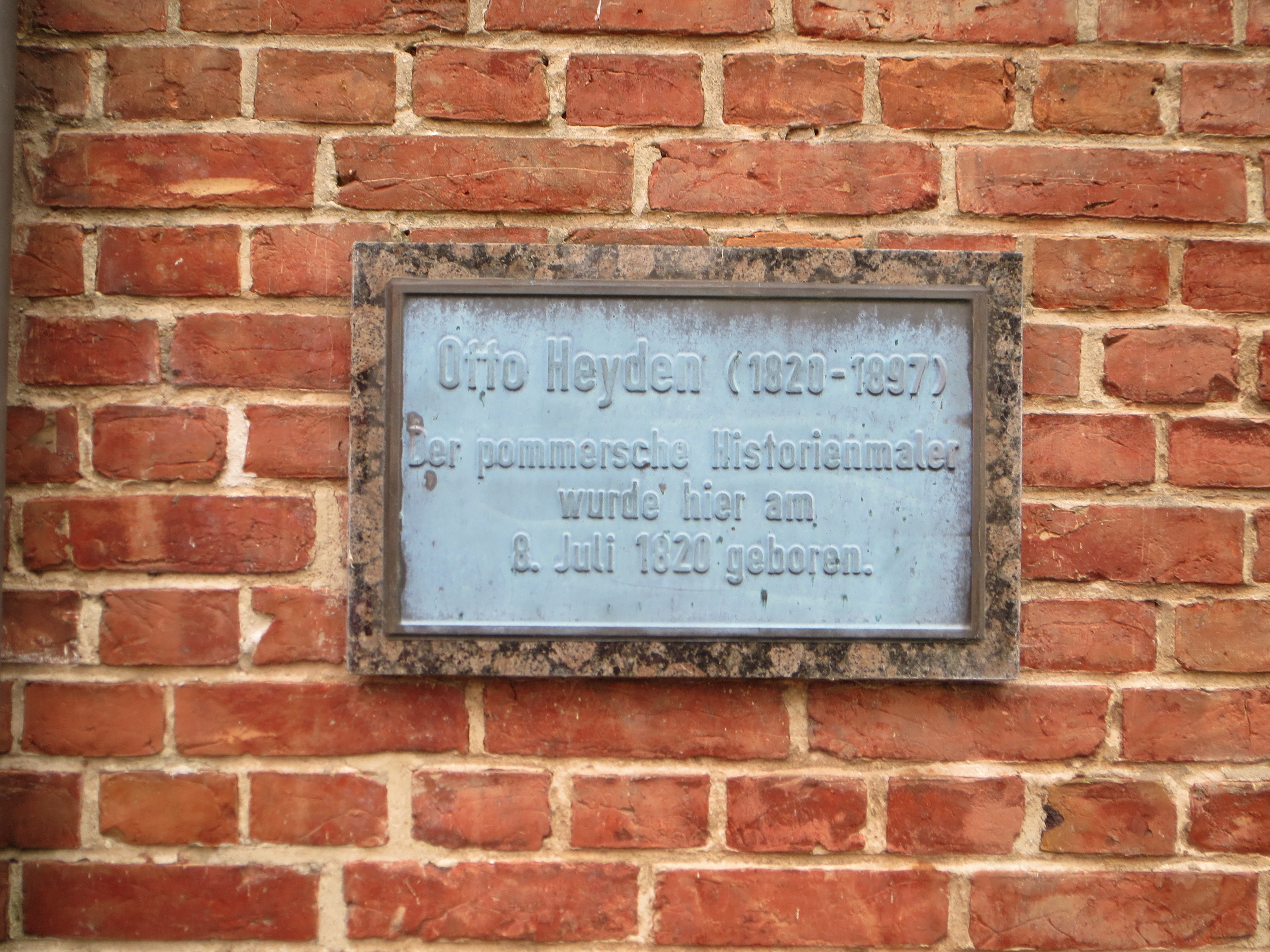
Gedenktafel am Geburtshaus Heydens, dem Pfarrhaus in Ducherow

Otto Heyden war der Sohn des Predigers Johann Bernhard Heyden und dessen Gattin Dorothea, der ältesten Tochter des Bürgermeisters Johann Balthasar Pütter (1751–1818) in Gützkow.
Er besuchte das Gymnasium Stralsund und legte hier zu Michaelis 1840 das Abitur ab. Danach begann er auf Wunsch seiner Eltern in Greifswald und Berlin Theologie zu studieren, wechselte aber schon 1843 an die Kunstakademie Berlin. Dort wurde er Schüler der Professoren Karl Wilhelm Wach und August von Kloeber. Mit deren Empfehlungen wurde Heyden später in Paris Schüler im Atelier von Léon Cogniet.
Ab 1850 lebte Heyden vier Jahre in Italien; meistenteils in Rom und in der Nähe von Neapel. Dort entstanden auch die Vorarbeiten zu seinem ersten größeren Werk, Hiob, umgeben von seinen Freunden (1855), das vom Stettiner Museum angekauft wurde. Daneben schuf Heyden zahlreiche Porträts und Landschaftsbilder. 1854 kehrte er nach Berlin zurück und ließ sich als freischaffender Künstler nieder. Anlässlich der 400-Jahr-Feier der Gründung der Universität Greifswald stiftete er ein Monumentalgemälde, das die Gründungszeremonie in der Greifswalder Nikolaikirche zeigt und heute im Pommerschen Landesmuseum ausgestellt ist.
Während des Deutsch-Österreichischen Krieges 1866 ging er von der Historienmalerei zur Darstellung selbst erlebter zeitgeschichtlicher Ereignisse über. Auf dieser Grundlage entstanden mehrere Schlachtengemälde. 1869 unternahm Heyden eine ausgedehnte Studienreise nach und durch Ägypten, in deren Ergebnis er eine Reihe von Bildern mit Darstellungen des Straßenlebens von Kairo fertigte. Den Deutsch-Französischen Krieg erlebte Heyden im Hauptquartier des V. Armeekorps unter Kronprinz Friedrich Wilhelm. Während des Krieges schuf Heyden – quasi nebenbei – viele Aquarelle und Porträts.
An Otto Heyden wurde von der Universität Greifswald 1854 die Ehrendoktorwürde verliehen. Er wurde zum Hofmaler ernannt und mit dem Titel eines Königlich preußischen Professors geehrt.
Im Alter von 77 Jahren starb Otto Heyden am 21. September 1897 in Göttingen. Er wurde auf dem Alten St.-Matthäus-Kirchhof in Schöneberg bei Berlin beigesetzt. Das Grab ist nicht erhalten geblieben.

## Werke (Auswahl)
- Herzog Wartislaw IX. übergibt Dr. Heinrich Rubenow die Szepter, 1856 zur Vierhundertjahrfeier der Universität Greifswald gemalt und gestiftet, Kunstsammlung der Universität, ausgestellt im Pommerschen Landesmuseum Greifswald
- Bogislaw X. auf seiner Wallfahrt nach Jerusalem von Seeräubern überfallen (befand sich 1922 im Stettiner Museum)
- Feldmarschall Schwerin in der Schlacht bei Prag (im Berliner Schloss)
- Die Begegnung des Kronprinzen und des Prinzen Friedrich Karl
- Das Eingreifen der zweiten Armee in der Schlacht bei Königgrätz
- Der König übergibt den Orden Pour le Mérite an den Kronprinzen und
- Der siegreiche König, von seinen Truppen jubelnd umringt (1868, Berliner Nationalgalerie)
- Porträt Otto von Bismarck
- Porträt Hellmuth von Moltke, seit 1870 im Königsberger Schloss, seit 1945 verschollen[3]
- Porträt Heinrich von Steinmetz, seit 1870 im Schloss Monbijou, seit 1945 verschollen[4]
- Der Komponist Heinrich Hofmann, Preußische Akademie der Künste, seit 1945 verschollen[5]
- Selbstbildnis, Nationalgalerie, 1915 erworben, seit 1945 verschollen[6]
- Teppichbazar in Kairo
- Ein Pferde- und Kamelmarkt der Beduinen in Kairo
- An den Ufern des Nils bei Kairo
- Straßenleben in Kairo
- Apollo mit den Musen und Grazien
- Christus bei Maria und Martha in der Kirche in Jasenitz
- Das letzte Abendmahl
- Julie, Felix und Margarete von Behr, seit 1954 im Lindenau-Museum[7]

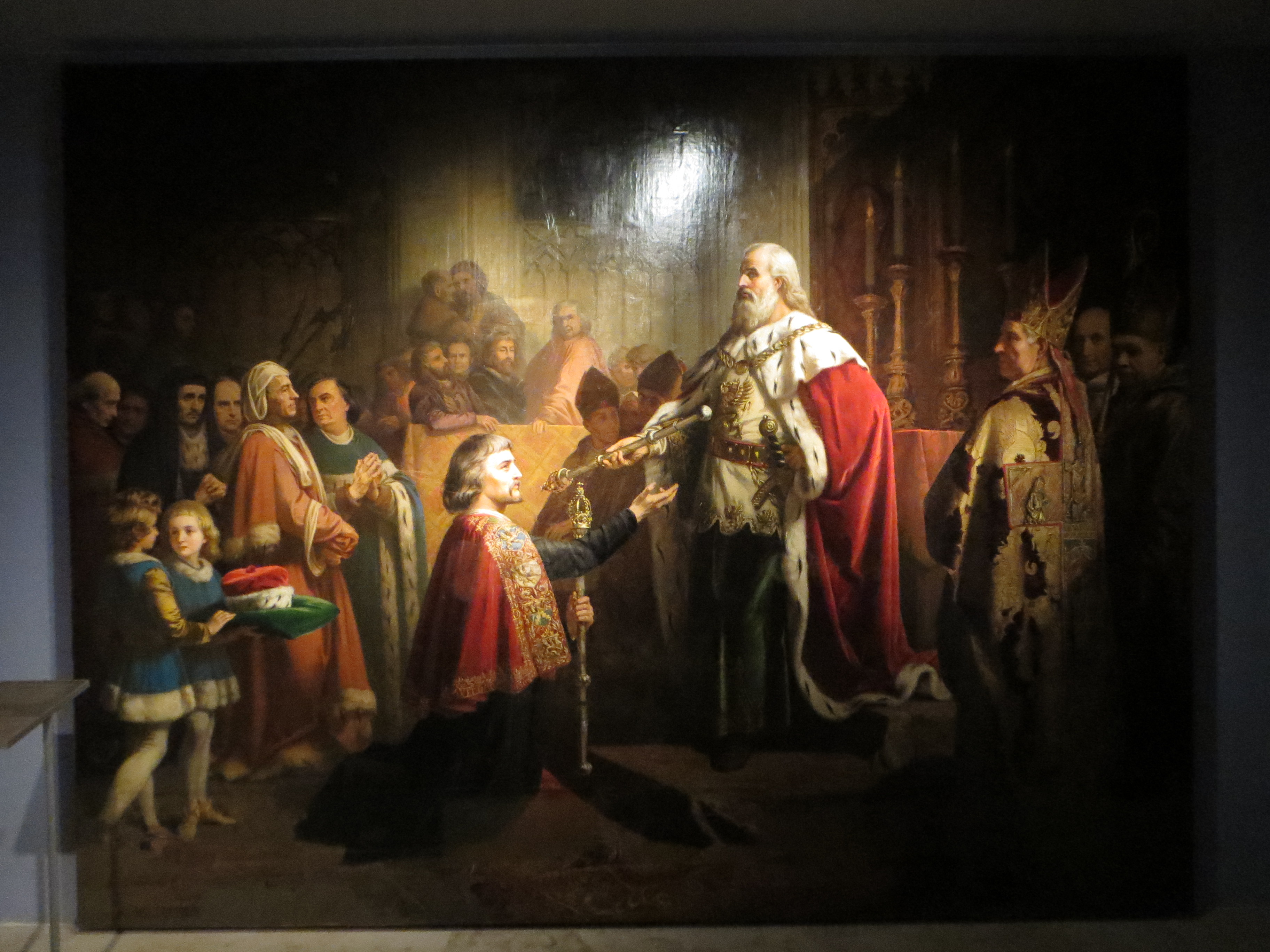
Herzog Wartislaw IX. übergibt Dr. Heinrich Rubenow die Szepter
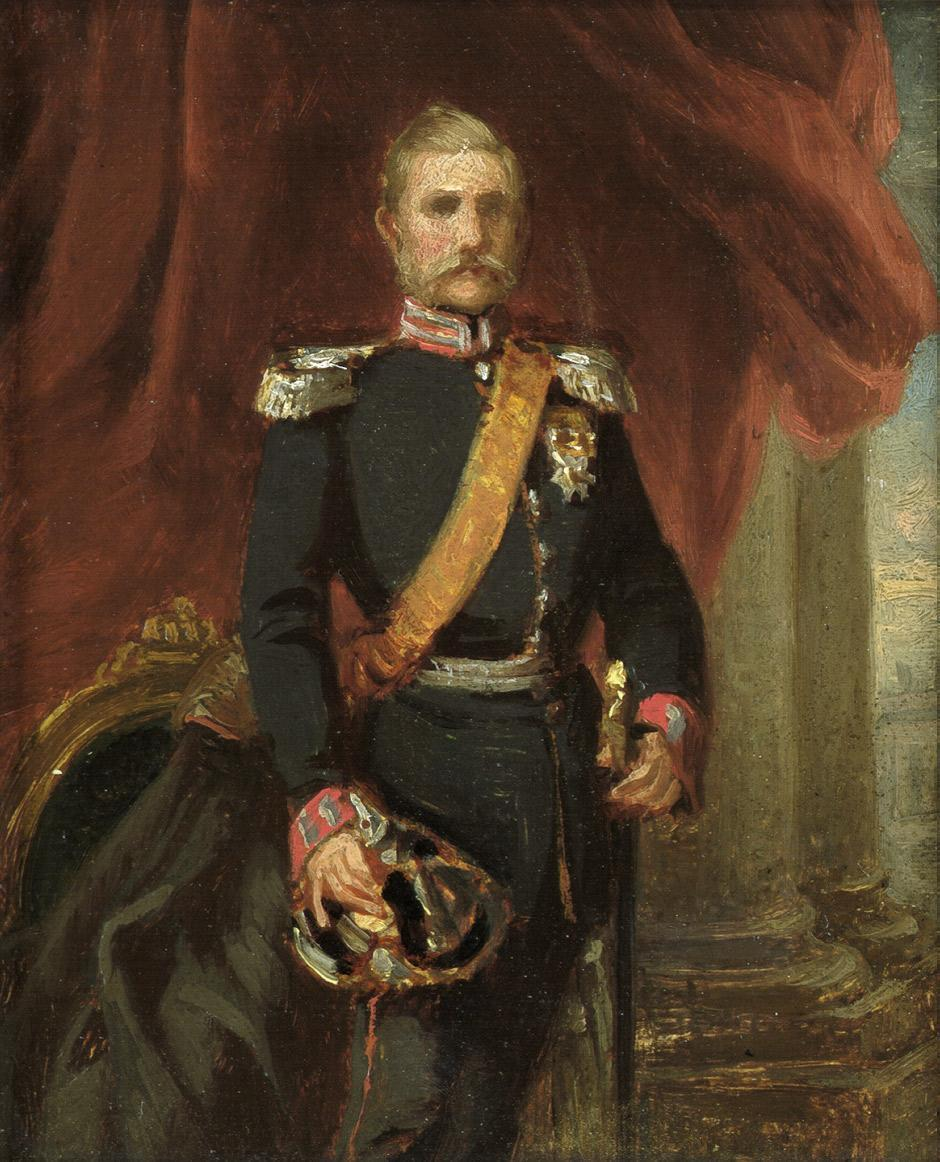
Kronprinz Friedrich Wilhelm
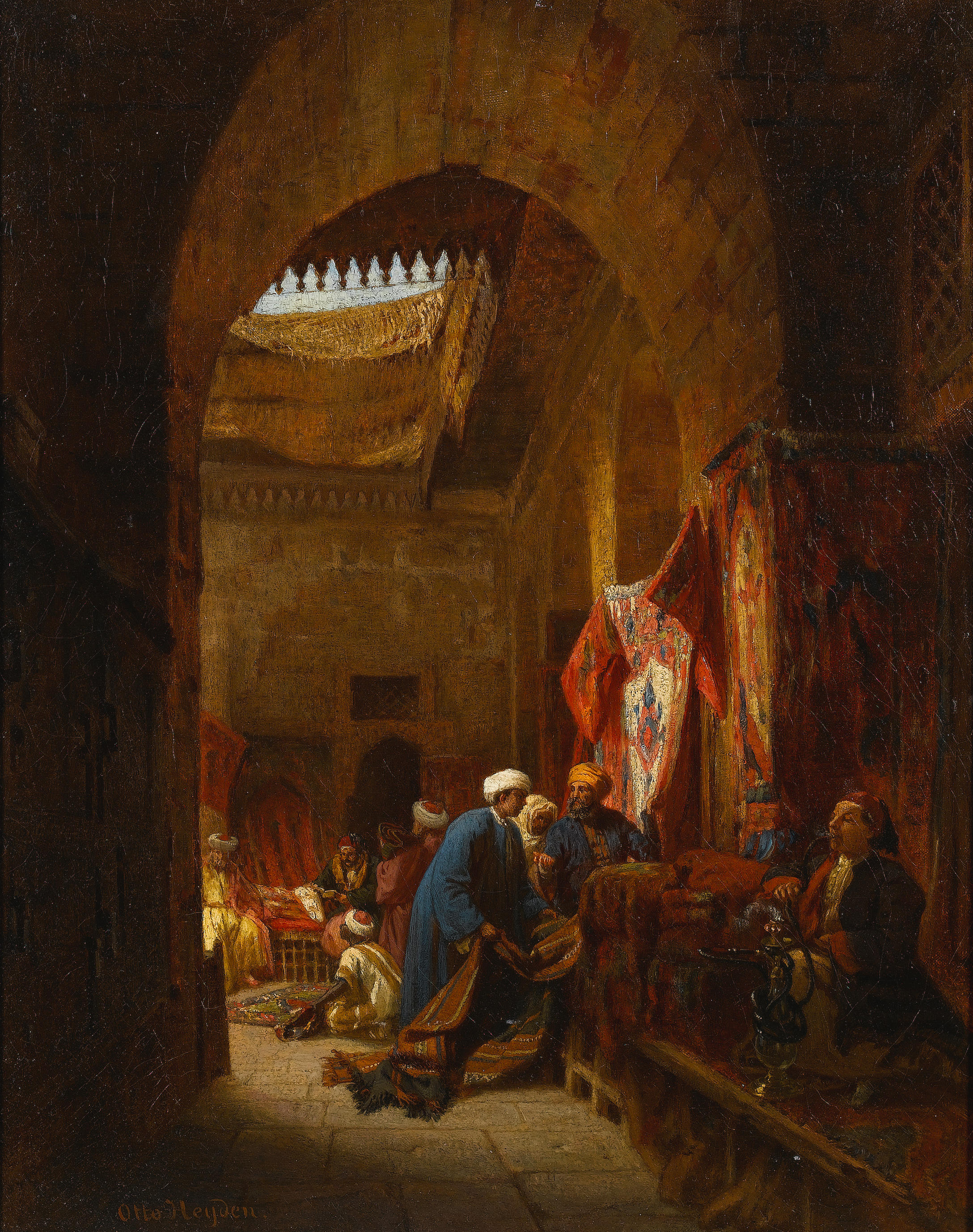
Teppichbazar in Kairo